# Georg Ferdinand Howaldt
Georg Ferdinand Howaldt (8 de abril de 1802-19 de enero de 1883) fue un escultor alemán.

## Biografía
Howaldt nació en Braunschweig como hijo del platero David Ferdinand Howaldt. Aprendió la profesión de platero y fue a Núremberg, donde hizo amistad con el escultor Jacob Daniel Burgschmiet, quien le convenció para que cambiara su profesión al modelado y la escultura. Se convirtió en profesor de modelado ahí y continuó con su enseñanza cuando volvió a Braunschweig en 1836. El éxito de su cooperación con el famoso escultor Ernst Rietschel le permitió empezar su propia fundición de esculturas para muchos conocidos escultores alemanes del siglo XIX. Desde 1863 fue profesor del Collegium Carolinum zu Braunschweig, en la actualidad TU Braunschweig. Howaldt murió en Braunschweig. Su hijo Hermann Heinrich Howaldt, también escultor, se le había unido y continuó con su obra y la fundación bajo el nombre de Howaldt & Sohn hasta su propia muerte.
Su hermano August Howaldt fue en 1838 el fundador de los astilleros germanos Howaldtswerke en Kiel.

## Fundiciones de bronce
- Cuadriga con la dehesa Brunonia en el castillo de Braunschweig, esculpida por Ernst Rietschel
- Memorial a Lessing en Braunschweig esculpido por Rietschel
- Ángeles para la tumba del Príncipe Alberto en el Mausoleo de Frogmore esculpidos por Adolf Breymann
- Memorial a Alexander von Humboldt esculpido por Gustav Blaeser, Central Park, Manhattan
- Escultura ecuestre de Federico Guillermo de Brunswick y Luneburgo esculpida por Ernst Julius Hähnel
- Escultura escuestre de Carlos Guillermo Fernando, Duque de Brunswick-Luneburgo, para Braunschweig esculpida por Franz Pönninger, Viena

## Galería

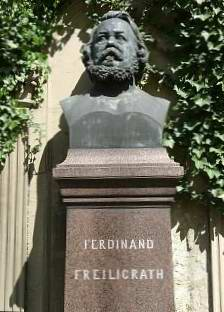
Memorial y tumba de Freiligrath en Bad Cannstatt
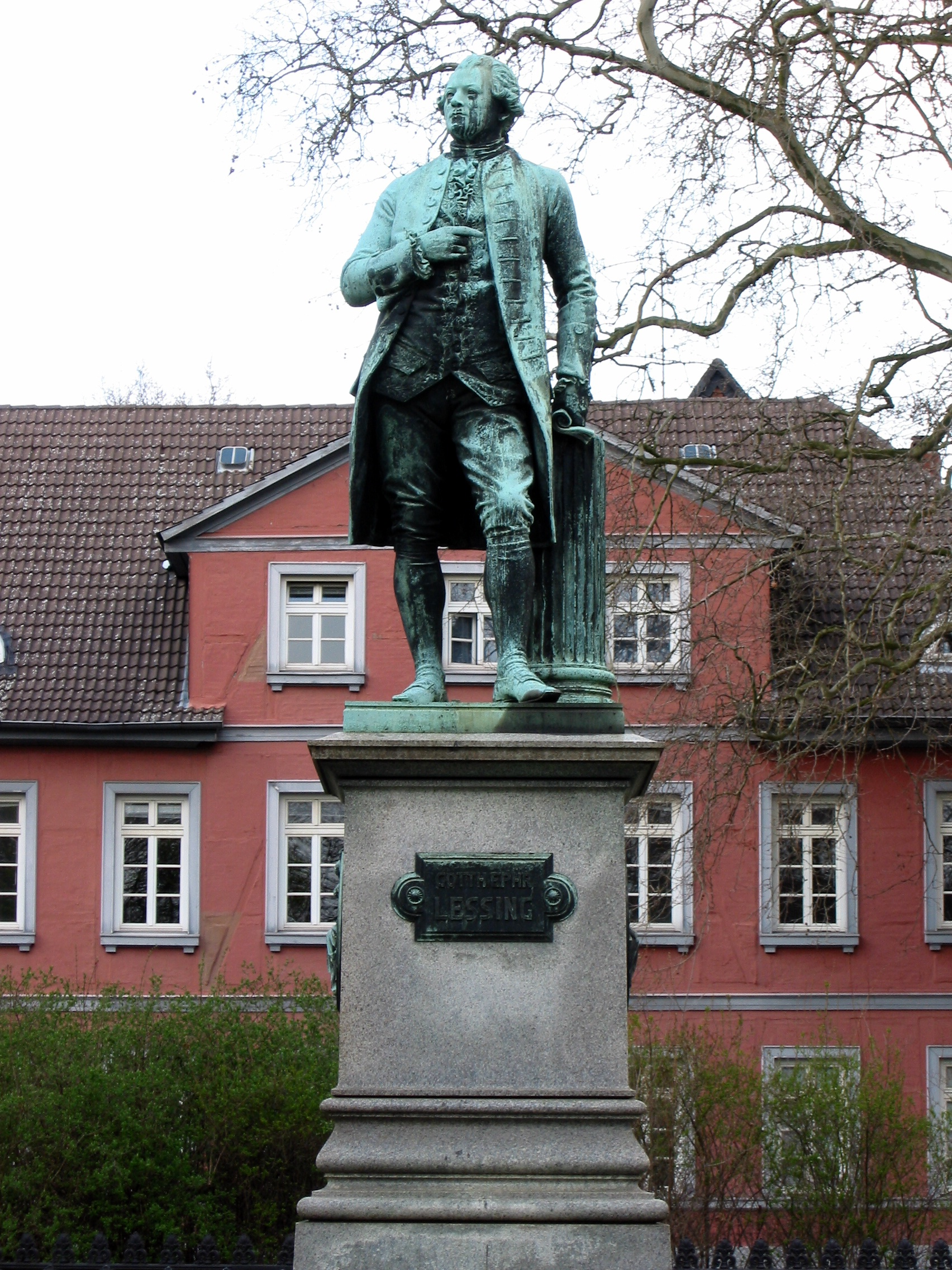
Memorial a Lessing en Braunschweig
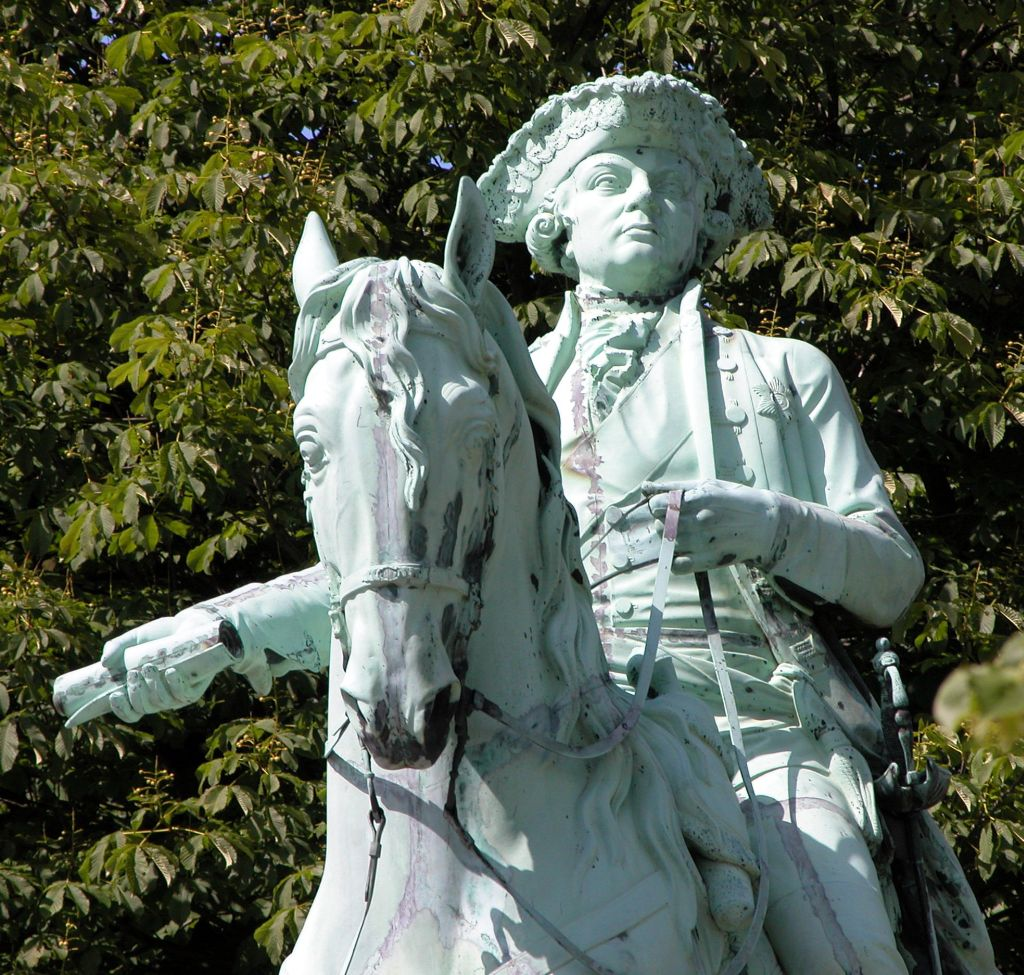
Estatua ecuestre de Carlos Guillermo Fernando, Duque de Brunswick-Luneburgo, en Braunschweig
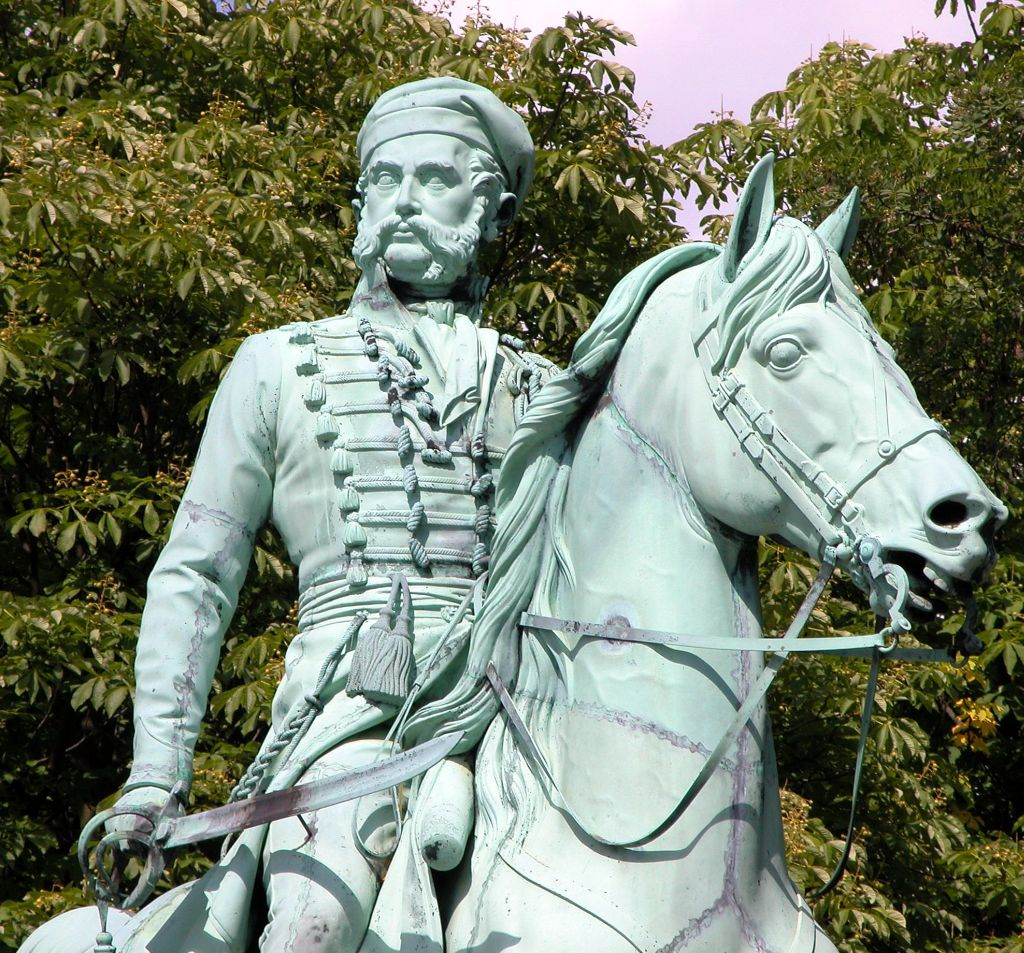
Estatua ecuestre del Duque Federico Guillermo de Brunswick y Luneburgo en Braunschweig